# Whitney Conder
Whitney Conder (ur. 6 maja 1988) – amerykańska zapaśniczka. Zajęła dziewiąte miejsce w mistrzostwach świata w 2014. Triumfatorka igrzysk panamerykańskich w 2015 i 2019. Złota medalistka mistrzostw panamerykańskich w 2018 i srebrna w 2010 i 2012. Druga w Pucharze Świata w 2019; czwarta w 2015 i dziesiąta w 2011. Wicemistrzyni igrzysk wojskowych w 2019 i świata wojskowych w 2014. Złoto w MŚ juniorów w 2007 roku. Zawodniczka Northern Michigan University.